# Tweedieia odhneri
Tweedieia odhneri is een krabbensoort uit de familie van de Xanthidae. De wetenschappelijke naam van de soort is voor het eerst geldig gepubliceerd in 1934 door Gordon.